# Contea di Gray (Texas)
La contea di Gray (in inglese Gray County) è una contea dello Stato del Texas, negli Stati Uniti. La popolazione al censimento del 2010 era di 22 535 abitanti. Il capoluogo di contea è Pampa. La contea è stata creata nel 1876 ed in seguito organizzata nel 1902 Il suo nome deriva da Peter W. Gray, un avvocato confederato e soldato della guerra di secessione americana.

## Geografia fisica
| Anno | Popolazione | ±%     |
| ---- | ----------- | ------ |
| 1880 | 56          |        |
| 1890 | 203         | 262.5% |
| 1900 | 480         | 136.5% |
| 1910 | 3,405       | 609.4% |
| 1920 | 4,663       | 36.9%  |
| 1930 | 22,090      | 373.7% |
| 1940 | 23,911      | 8.2%   |
| 1950 | 24,728      | 3.4%   |
| 1960 | 31,535      | 27.5%  |
| 1970 | 26,949      | −14.5% |
| 1980 | 26,386      | −2.1%  |
| 1990 | 23,967      | −9.2%  |
| 2000 | 22,744      | −5.1%  |
| 2010 | 22,535      | −0.9%  |

Secondo l'Ufficio del censimento degli Stati Uniti d'America la contea ha un'area totale di 929 miglia quadrate (2410 km²), di cui 926 miglia quadrate (2400 km²) sono terra, mentre 3,4 miglia quadrate (8,8 km², corrispondenti allo 0,4% del territorio) sono costituiti dall'acqua.

### Strade principali
- Interstate 40
- U.S. Highway 60
- State Highway 70
- State Highway 152
- State Highway 273

### Contee adiacenti
- Roberts County (nord)
- Wheeler County (est)
- Donley County (sud)
- Carson County (ovest)
- Hemphill County (nord-est)
- Hutchinson County (nord-ovest)
- Collingsworth County (sud-est)

### Aree protette
- McClellan Creek National Grassland